# Cantharellaceae
Cantharellaceae J.Schröt., in Cohn, Krypt.-Fl. Schlesien (Breslau) 3(1): 413 (1888).
Alla famiglia Cantharellaceae appartengono funghi che presentano un imenoforo a rughe, carpoforo con cappello e gambo centrale o eccentrico, a forma di trombetta o di tronco di cono, spore lisce, color crema in massa, ife ialine con o senza giunti a fibbia.

## Generi di Cantharellaceae
Il genere tipo è Cantharellus Fr., altri genere inclusi sono:
- Craterellus
- Goossensia
- Parastereopsis
- Pterygellus

## Etimologia
Dal latino cantharellus, diminutivo della parola greca kántharos = coppa, ovvero piccolo calice, per la forma a calice del carpoforo.